# Cadolzburg
Cadolzburg település Németországban, azon belül Bajorországban. Lakosainak száma 11 312 fő (2023. december 31.). Cadolzburg Langenzenn és Fürth községekkel határos.

## Népesség
A település népessége az elmúlt években az alábbi módon változott:
| Lakosok száma | 1319 | 3309 | 4799 | 8003 | 10 392 | 10 683 | 10 976 | 11 073 | 11 298 | 11 312 |
|               | 1875 | 1950 | 1975 | 1987 | 2012   | 2014   | 2016   | 2017   | 2021   | 2023   |